# 빌 매스터턴 메모리얼 트로피

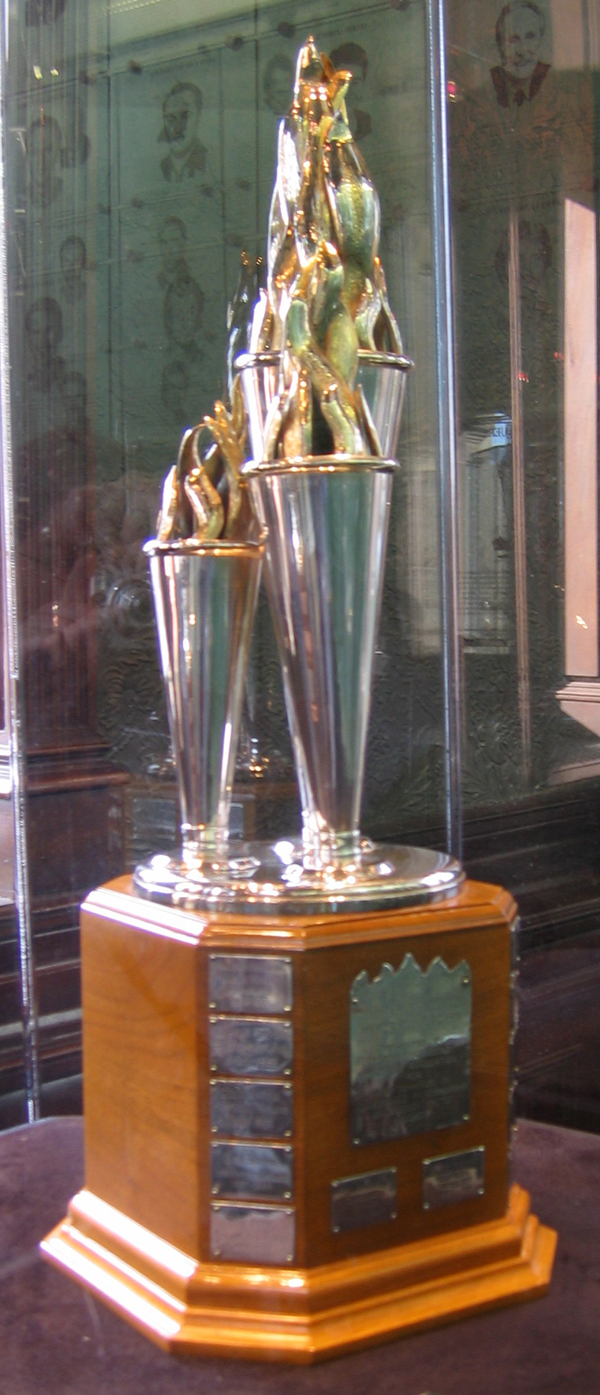
빌 매스터턴 메모리얼 트로피

빌 매스터턴 메모리얼 트로피(영어: Bill Masterton Memorial Trophy)는 내셔널 하키 리그 (NHL)의 트로피다. 매년 "인내, 스포츠맨십, 아이스하키에 대한 헌신의 자질을 가장 잘 보여주는 선수"에게 수여된다